# Алексеев, Константин Алексеевич
Алексеев Константин Алексеевич (3 июня 1897 — 17 ноября 1967) — советский военный деятель, генерал-майор.

## Биография
Родился 3 июня 1897 года в д. Крутой овраг Одерихинской волости Владимирского уезда Владимирской губернии Российской империи (ныне Собинский район Владимирской области). 
В 1916 году окончил курс учебной команды военного времени при 77-м пехотном запасном полку.
15 октября 1918 года добровольно вступил в Рабоче-крестьянскую Красную армию. Участник Гражданской войны в России командир взвода 1-го Петроградского полка Южного фронта. С апреля 1919 г. по август 1920 г. курсант Владимирских пехотных курсов комсостава РККА, после чего был направлен командиром взвода в 32-й стрелковый полк Юго-Западного фронта. Вступил в Коммунистическую партию в 1919 году. С января 1921 г. командир взвода на 81-х Минских командных курсах. В это время учился на рабфаке при Минском университете. С августа 1923 г. по август 1925 г. учился в Киевской пехотной школе, после чего был командиром взвода 78-го Казанского стрелкового полка. С декабря 1926 г. командир взвода 7-го стрелкового полка Сибирского военного округа. С декабря 1929 г. районный военный комиссар г. Алдан Якутской АССР. С марта 1933 г. помощник командира, а с июля 1937 г. командир 69-й стрелковой дивизии ОКДВА. С ноября 1937 г. по август 1938 г. курсант курсов «Выстрел», после чего снова был отправлен на Дальний Восток. В 1939-1940 годах заочно обучался в Военной академии РККА им. М.В. Фрунзе. С марта 1940 г. начальник 4-го (разведывательного) отдела штаба 2-й Отдельной Краснознаменной армии. С июля 1940 г. заместитель командира 214-го стрелкового полка Дальневосточного фронта.
Начало Великой Отечественной войны встретил в прежней должности. В октябре-ноябре 1941 г. закончил ускоренный курс Академии Генерального штаба РККА и был направлен на должность заместителя командира 77-й морской стрелковой бригады. С 23 мая 1942 г. командир 80-й морской стрелковой бригады. С сентября 1942 г. старший руководитель тактики курсов младших лейтенантов Карельского фронта. С ноября 1944 г. старший руководитель тактики отдела боевой подготовки штаба 1-го Дальневосточного фронта. Участник советско-японской войны. 
С февраля 1946 г. командир 14-й бригады морской пехоты Камчатской военной флотилии. С июля 1950 г. по июль 1951 г. курсант Высших академических курсах при Высшей военной академии им. К.Е. Ворошилова. С августа 1951 г. начальник Управления сухопутных войск и морской пехоты Береговой обороны ВМС СССР.
С 8 июня 1953 г. в запасе по болезни. Умер 17 ноября 1967 г. в Москве, похоронен на Кузьминском кладбище.

## Воинские звания
Подполковник
Полковник
Генерал-майор береговой службы — 11.5.1949;
Генерал-майор — 5.5.1952.

## Награды
Орден Ленина (1945);
2 ордена Красного Знамени (1944, 1947);
2 ордена Отечественной войны II степени (1943, 1946);
Медаль «За оборону Советского Заполярья» (1945);
Медаль «За победу над Германией в Великой Отечественной войне 1941–1945 гг.» (1945);
Медаль «За победу над Японией» (1946).